# М'якотілки
М'якотілки (Cantharidae) — родина жуків з надродини Elateroidea. Дорослі комахи мають видовжені тіла з м'якою кутиколою довжиною не більше 2 см. Тіло трохи сплющене. Черевце складається з 7 кілець. Голова втягнута. Має м'які покриви тіла, тому так названо родину, що включає понад 3 тисяч видів. Навіть надкрила у них слабкі і гнучкі, що не властиво іншим жукам. Вусики ниткоподібні, що складаються з 11 члеників. Забарвлення може бути яскравим або темним, але частіше в ньому поєднуються чорний колір з червоним. Верхня частина тіла з ворсинками. Кігтики у особин різних статей різняться.

## Опис
Забарвлення тіла темне або яскраве, зазвичай у поєднанні жовто-червоного та чорного.

## Назви
- М'якотілки (рід), Cantharis, Linnaeus
  - М'якотілка бура, Cantharis fusca, Linnaeus
  - М'якотілка темна, Cantharis obscura, Linnaeus